# Хигасиёсино
Хигасиёсино (яп. 東吉野村 Хигасиёсино-мура) — село в Японии, находящееся в уезде Йосино префектуры Нара. Площадь села составляет 131,60 км², население — 1849 человек (1 августа 2014), плотность населения — 14,05 чел./км².

## Географическое положение
Село расположено на острове Хонсю в префектуре Нара региона Кинки. С ним граничат города Уда, Мацусака, посёлок Ёсино и сёла Каваками, Сони, Мицуэ.

## Население
Население села составляет 1849 человек (1 августа 2014), а плотность — 14,05 чел./км². Изменение численности населения с 1980 по 2005 годы:
| 1980 | 4916 чел. |  |
| 1985 | 4187 чел. |  |
| 1990 | 3723 чел. |  |
| 1995 | 3336 чел. |  |
| 2000 | 2909 чел. |  |
| 2005 | 2608 чел. |  |